# Fernando Aguilera
Antonio Fernando Aguilera Sancho (Algarinejo, 17 ottobre 1995) è un giocatore di calcio a 5 spagnolo.

## Carriera

### Club
Talento precoce, Aguilera viene tesserato non ancora maggiorenne dall'ElPozo Murcia e inserito nella seconda squadra del Ciudad de Murcia in Segunda División. Nell'arco di quattro stagioni vince per due volte il campionato giovanile nazionale nonché il campionato di Segunda División 2015-16. Dopo aver debuttato in prima squadra al termine della stagione 2013-14, nell'estate del 2016 viene integrato stabilmente nella rosa dell'ElPozo, venendo premiato come giocatore rivelazione del campionato 2016-17. Per due anni consecutivi (2017 e 2018) vince inoltre il Futsal Awards riservato al miglior giovane del panorama internazionale. Con la squadra di Murcia vince una Supercoppa di Spagna (2016) e due Coppe del Re (2016 e 2017).

### Nazionale
Punto fermo delle selezioni giovanili spagnole, nel settembre del 2018 viene convocato per la prima volta in nazionale maggiore dal nuovo commissario tecnico Federico Vidal. Nella prima delle due amichevoli giocate contro la Danimarca, il 24 settembre Aguilera debutta con le furie rosse mettendo a segno inoltre la sua prima marcatura.

## Palmarès

### Club
- Supercoppa di Spagna: 1
ElPozo Murcia: 2016

### Individuale
- Futsal Awards: 2
Miglior giovane: 2017, 2018